# 周日運動
周日運動亦稱周日視運動，是描述地球上的觀測者每天觀測到天空上的天體明顯的視運動狀態，在近極區尤為明顯。由於地球繞軸自轉使然，使得所有天體都繞著這個軸（從觀測者眼中即繞著北極星）作圓周運動，這個圓圈稱周日圈，完成一圈運動需時23小時56分4.09秒（即一整個恆星日）。而日、月之東升西落也是周日運動之體現。

## 周日運動例子說明

### 北半球
（北極點至赤道之間的低緯至高緯地區）
- 面向北方時，高度低於北極星的天體：由左向右移動，也就是由西向東運動（視覺上即從北極星與地平線之間掠過）。
- 面向北方時，高度高於北極星的天體：由右向左移動，也就是由東向西運動。
- 面向南方時，所有的天體都由左向右移動，也就是由東向西運動。

因此，在北極星附近的拱極星是以逆時鐘方向作視運動的。據上例中，面向北方的觀測者觀測到北天極永不落在地平線下之恆星在夜空中成一個圓（以北極星或南天極為圓心，觀測者之地理緯度值之地平高度為半徑），稱恆顯圈，詳請參看天球條目。

### 北極點
在北極點，因觀測者站著地面時（意味著觀測者地軸重疊）北方在天頂，東南西方皆毫無意義，天體只單純的由左至右運動，如果垂直向上看天頂附近，所有天體以逆時針運動。

### 南半球、南極
在南半球，南北和左右的關係互換，東西的方向其實沒有改變，北極星則換成南極點（因南天極沒有顯著明亮的恆星）。在極區附近的拱極星以順時針方向運動。

### 赤道
在赤道，南、北天極皆靠近在地平線上，觀測者面向北方時北天極附近的星逆時針旋轉（向左轉），觀測者面向南方時在南天極附近的星順時針旋轉（向右轉）。而除了在兩個極點觀測外，在其他地方觀測天體，所有的視運動方向皆由東向西。

## 移動路徑之計算
天體在天球上每天的視運動路徑，包括可能在地平圈以下的部分，其長度都對應於地理緯度的餘弦。因此，天體的周日運動速度是餘弦函數，每小時移動15°，每分鐘15'，每秒鐘15"（以角直徑度量）： 
- 每兩分鐘移動月球或太陽的直徑。
- 大約4秒鐘移動行星的最大直徑。
- 每秒鐘移動最大恆星直徑的2000倍。

## 拍攝方法
延長攝影的曝光時間可看出周日運動的現象，在極地附近的恆星緊挨著極點緩慢的在圓弧上移動。安裝在赤道儀上的相機，只要調整好正確的地理緯度（即對準北天極），就可以逆轉赤經的運動抵消周日視運動達至追蹤天體攝影；望遠鏡也可以使用附有驅動馬達自動追蹤系統的赤道儀追蹤天體用以觀測與拍攝天體。